# Walter Ackerman
Walter Ackerman (Nueva York, 28 de junio de 1881-Bishop, California, 12 de diciembre de 1938) fue un actor estadounidense. Apareció en 7 películas entre 1909 y 1933.

## Filmografía
- A Midsummer Night's Dream (1909)... Demetrius
- Rugged Water (1925)... Cook
- Man of the Forest (1926)... Segundo diputado
- Aflame in the Sky (1927)... Desierto Rat
- Back to God 's Country (1927)... Clerk
- Bride of the Desert (1929)... Solomon Murphy
- King Kong (no sale en los créditos)... Periodista